# Тужа (Великопольське воєводство)
Тужа (пол. Turza) — село в Польщі, у гміні Дамаславек Вонґровецького повіту Великопольського воєводства.
Населення — 374 особи (2011).
У 1975—1998 роках село належало до Пільського воєводства.

## Демографія
Демографічна структура станом на 31 березня 2011 року:
|          | Загалом | Допрацездатний вік | Працездатний вік | Постпрацездатний вік |
| -------- | ------- | ------------------ | ---------------- | -------------------- |
| Чоловіки | 180     | 43                 | 120              | 17                   |
| Жінки    | 194     | 48                 | 113              | 33                   |
| Разом    | 374     | 91                 | 233              | 50                   |